# Neratovice
Neratovice är en stad i Tjeckien.   Den ligger i regionen Mellersta Böhmen, i den centrala delen av landet, 20 km norr om huvudstaden Prag. Neratovice ligger 170 meter över havet och antalet invånare är 16 427.
Terrängen runt Neratovice är platt. Runt Neratovice är det ganska tätbefolkat, med 185 invånare per kvadratkilometer. Närmaste större samhälle är Libeň, 17,0 km söder om Neratovice. Runt Neratovice är det i huvudsak tätbebyggt.